# Euthystira
Az Euthystira a sáskafélék rendszertani családjának egyik neme. Az ide tartozó fajok Eurázsiában élnek a Pireneusoktól Közép-Ázsiáig.

## Fajok
A genusba 33 faj tartozik. Magyarországon egy faj, a smaragdzöld sáska képviseli.
- Euthystira brachyptera (Ocskay, 1826) - smaragdzöld sáska
- Euthystira luteifemora Zhang, F., Yiping Zheng & Bingzhong Ren, 1995
- Euthystira pavlovskii Bey-Bienko, 1954
- Euthystira xinyuanensis Liu, Jupeng, 1981
- Euthystira yuzhongensis Zheng, Z., 1984